# Honda Civic (седьмое поколение)
Honda Civic (рус. Хо́нда Сиви́к, перевод с англ. - гражданский, городской) — большое семейство легковых автомобилей, выпускаемых японской компанией Honda Motor с 1972 года.
Осенью 2000 года Honda впервые одновременно по всему миру представила всё семейство Civic седьмого поколения. Двух- (купе) и четырёхдверные (седан) модели в нём соседствовали с трёх- и пятидверными хетчбэками. С самого начала работы над новым автомобилем единый центр из Японии руководил всеми аспектами подготовки производства. Все выпущенные по всему миру разные модели Civic созданы на основе единой системы управления производством, отвечающей современным стандартам качества.
В Японии предлагался пятидверный хетчбэк Civic и седан Civic Ferio (исп. "feria" - ярмарка, праздник или "ferio" - "я не работаю", подразумевается: выходной, отдых). В Северной Америке традиционно популярностью пользовались Civic Sedan и Civic Coupe. Трёх- и пятидверные хетчбэки Civic были основными моделями в Европе, четырёхдверный седан также пользовался неплохим спросом, а двухдверное купе продавалось лишь в некоторых странах. Универсалов в этом поколении не стало. Спортивный Civic Type R можно было купить в Японии и Европе, в Америке же предлагался «заряженный» трёхдверный хетчбэк Civic Si меньшей мощности.
Новый Civic седьмого поколения был высоко оценён японскими журналистами, которые выбрали его автомобилем 2000—2001 года.
С начала 2003 года в семействе Civic впервые появился гибридный автомобиль Civic Hybrid с фирменной электро-механической системой силового привода IMA.
В конце марта 2003 года Honda объявила, что выпуск Civic достиг 15 миллионов. На тот момент ежегодно производилось примерно 600 тысяч автомобилей на 11 заводах в Северной и Южной Америке, Европе и Азии. Предавался Civic седьмого поколения более чем в 160 странах мира.

## Кузов и оборудование

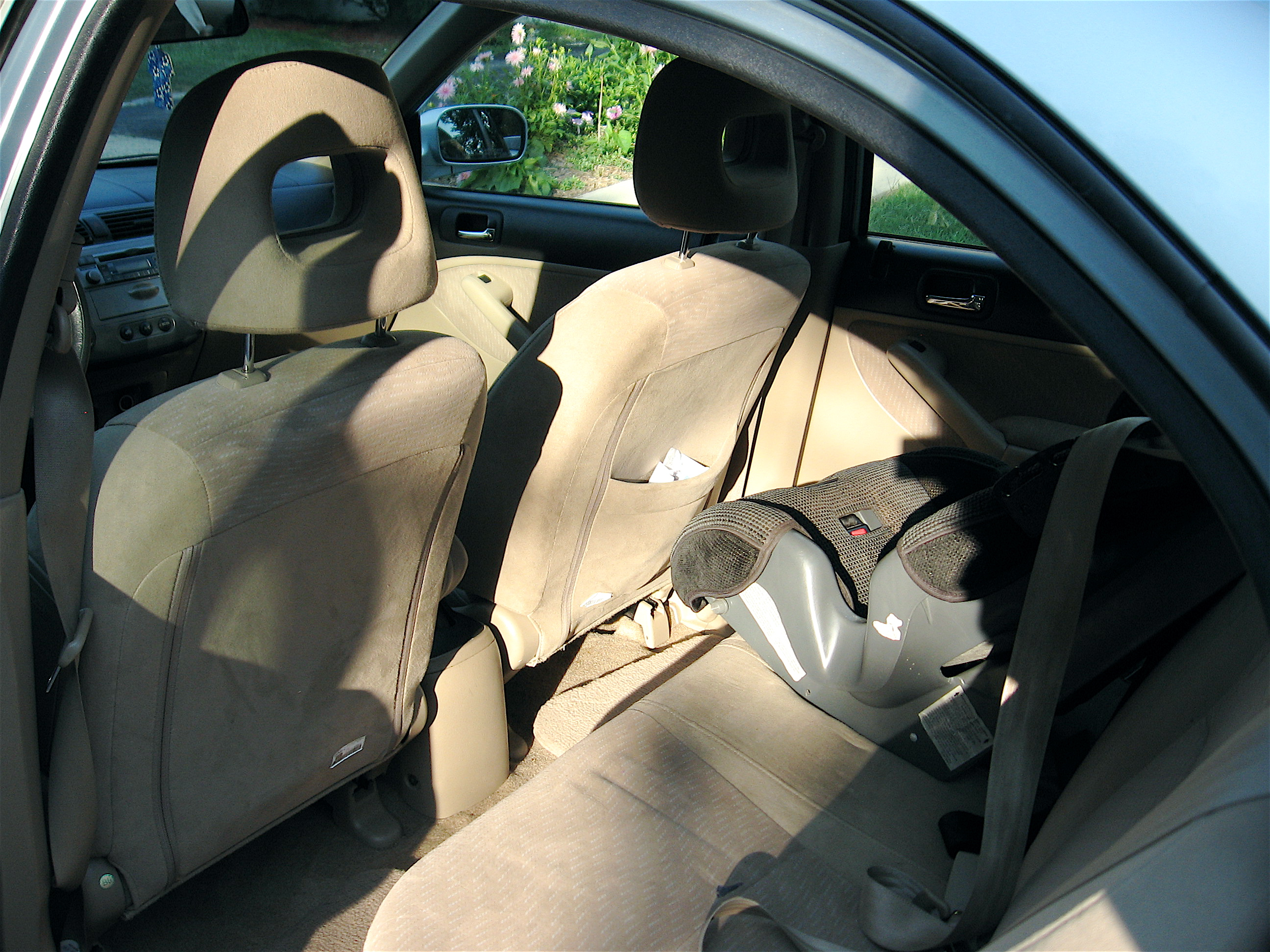
Honda Civic Hybrid, салон с ровным полом

Разработчики Civic седьмого поколения решили вернуться к истокам и создали компактный городской автомобиль с максимально возможным внутренним пространством. Благодаря более плотной упаковке моторного отсека все модели получили короткий передний свес и стали немного меньше в длину. Дополнительное место сзади удалось получить за счёт компактной подвески и пластикового бензобака замысловатой формы. Так получился одним из самых больших салонов в классе. Абсолютно ровный пол, ставший результатом тщательной компоновки днища, ещё больше усиливал ощущение открытого пространства, особенно сзади.
В салоне особое внимание было уделено эргономике. Усилие на руле и педалях, а также расположение и работа всех органов управления были оптимизированы. Совершенно новые кресла стали шире и благодаря специально подобранному наполнителю обладали высокими амортизирующими свойствами. Установленный на консоли рычаг переключения передач у хетчбэков делал управление удобнее, а также освобождал пространство между сиденьями.
Несмотря на общие для всех моделей Civic черты, каждая из них индивидуальна. Сбалансированный внешний вид седана наполнен утончённой строгостью. Более динамичные линии, созданного американской командой разработчиков купе, недвусмысленно указывали на его спортивный характер. Практичный пятидверный хетчбэк выглядел солидно, монолитно, а благодаря чуть большей высоте, немного напоминал минивэн. Спортивный чуть более короткий и низкий трёхдверный хетчбэк, благодаря меньшей колёсной базе, был маневреннее.

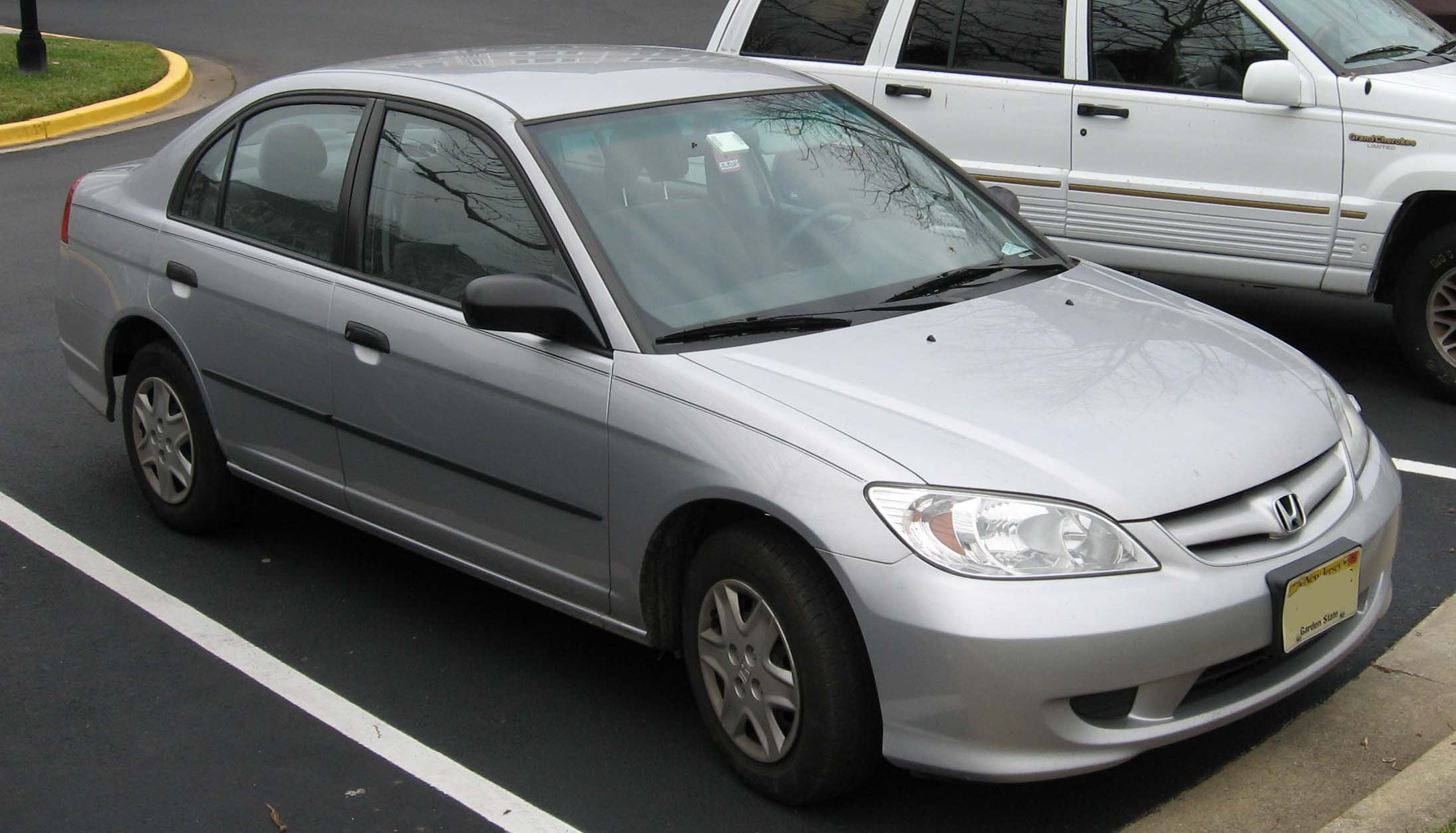
Honda Civic седан с новыми фарами и бамперами

Активное применение компьютерного моделирования и тщательная проработка структуры кузова позволили увеличить его жёсткость. Большое внимание было уделено защите пассажиров при аварии. Программируемые зоны безопасности в сочетании с усиленным каркасом, сделанным из высокопрочной стали обеспечивали не только защиту пассажиров, но и плавное нарастание замедления при ударе. Капот автомобиля изначально приподнят, так, что пешеход, ударяясь о него при наезде, получал лишь лёгкие травмы. Всё это позволило пятидверному хэтчбеу Civic уверенно пройти европейский тест на безопасность получив четыре звезды из пяти за защиту пассажиров и три из четырёх — за пешеходов.
В 2003 году все модели семейства получили ряд небольших изменений. Внешне такие автомобили легко отличить по изменённым фарам и бамперам. В салоне стали применять более качественные материалы в отделке, была немного изменена панель приборов, на дорогих версиях появились более совершенные мультимедийные системы. Для всех моделей стали предлагать новые цвета окраски кузова, изменённый набор опций и вариантов исполнения.

## Двигатели и трансмиссия
Автомобили этого поколения, кроме особых версий, комплектовались четырёхцилиндровыми бензиновыми двигателями Honda серии D. В шестнадцатиклапанной (по четыре клапана на цилиндр) головке располагался один верхний распредвал (SOHC), который на более мощных версиях оснащался фирменной системой изменения фаз газораспределения VTEC. Только в Европе предлагался турбодизель Isuzu с аккумуляторной системой подачи топлива и непосредственным впрыском.
Двигатели были состыкованы с механической пятиступенчатой коробкой передач или автоматической четырёхступенчатой с электронным управлением. Особая логика управления последней очень рано блокировала гидротрансформатор, что способствовало экономии топлива.
Вариатор в качестве автоматической трансмиссии предлагался в Японии и на некоторые версии Civic в Америке. После обновления моделей вариатор японских автомобилей получил режим, имитирующий семь фиксированных передач, переключаемых вручную с помощью кнопок на руле.
Традиционно, в Японии предлагался Civic с полным приводом. В нём усилие назад передавала многодисковая муфта. Два гидравлических насоса, связанные один с передней, другой с задней осью управляли её работой. Пока колёса спереди и сзади вращались с одной скоростью насосы создавали одинаковое давление, уравновешивая друг друга и диски в муфте были разомкнуты. Как только передние колёса начинали быстро вращаться, буксовать, попав в грязь, на лёд или снег, давление переднего насоса возрастало и пластины в муфте замыкались. Так вращение от двигателя начинало передаваться на заднюю ось, которая и вытягивала автомобиль.
| Двигатели  | Двигатели          | Двигатели           | Двигатели                        | Двигатели                   | Двигатели        | Двигатели  |
| ---------- | ------------------ | ------------------- | -------------------------------- | --------------------------- | ---------------- | ---------- |
|            | рабочий объём, см³ | цилиндров/ клапанов | мощность, л. с./ обороты, об/мин | момент, Нм/ обороты, об/мин | страна           | примечания |
| Бензиновые |                    |                     |                                  |                             |                  |            |
| D14Z       | 1396               | 4-цил./16-кл. SOHC  | 90/5600                          | 130/4300                    | Европа           |            |
| D15B       | 1493               | 4-цил./16-кл. SOHC  | 105/5800                         | 135/4200                    | Япония           |            |
| D15B       | 1493               | 4-цил./16-кл. SOHC  | 115/6500                         | 139/4800                    | Япония           | VTEC II    |
| D16W       | 1590               | 4-цил./16-кл. SOHC  | 110/5600                         | 152/4300                    | Европа           | VTEC II    |
| D17A       | 1668               | 4-цил./16-кл. SOHC  | 115/6100                         | 150/4500                    | Северная Америка |            |
| D17A       | 1668               | 4-цил./16-кл. SOHC  | 120/6200                         | 152/4500                    | Европа           |            |
| D17A       | 1668               | 4-цил./16-кл. SOHC  | 125/6300                         | 153/4800                    | Европа           | i-VTEC     |
| D17A       | 1668               | 4-цил./16-кл. SOHC  | 127/6300                         | 155/4800                    | Северная Америка | i-VTEC     |
| D17A       | 1668               | 4-цил./16-кл. SOHC  | 130/6300                         | 155/4800                    | Япония           | i-VTEC     |
| Дизель     |                    |                     |                                  |                             |                  |            |
|            | 1686               | 4-цил./16-кл. DOHC  | 100/4400                         | 220/1800                    | Европа           |            |

## Ходовая часть
Полностью новые передняя и задняя независимые подвески улучшили управляемость автомобиля, повысили ездовой комфорт, а главное — они стали компактнее.
Спереди теперь были установлены стойки типа Макферсон с треугольными нижними рычагами на подрамнике. Детали подрамника изготавливались по особой технологии гидроформования, позволяя делать их более сложной формы, а всю конструкцию — жёстче и легче.
Сзади использовалась проверенная независимая двухрычажная подвеска, но за счёт переработки конструкции она стала компактнее.
Высокое расположение реечного рулевого механизмы также дало преимущества в экономии места. Получившиеся в результате длинные рулевые тяги, выходящие практически из центра автомобиля, позволили повысить точность управления. Civic стал первым массовым автомобилем Honda оснащённым электроусилителем руля.
Тормозная система с гидроприводом и усилителем имела передние тормоза с вентилируемыми дисками и задние барабанные или дисковые, в зависимости от модели Civic. Антиблокировочная система тормозов с электронным распределение тормозных сил была стандартным оборудованием.

## Civic Type R, Civic Si

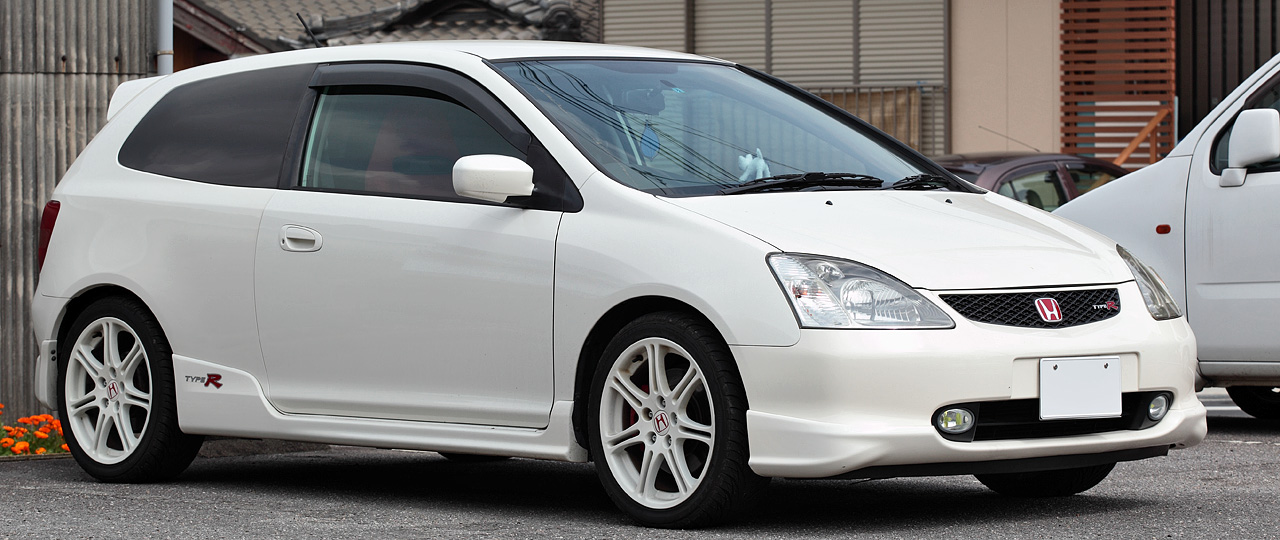
Honda Civic Type R

В Японии и Европе продавался спортивный трёхдверный хетчбэк Civic Type R, который оснащался форсированным двухлитровым бензиновым двигателем Honda серии K. Развивая мощность 200 лошадиных сил, он, в сочетании со специальной шестиступенчатой механической коробкой передач, разгонял автомобиль до 100 километров в час за 6,8 секунды.
Шасси с более жёсткими пружинами, настроенными амортизаторами и изменёнными стабилизаторами спереди и сзади, а также, 17-дюймовыми колёсами с широкими низкопрофильными (205/45) шинами обеспечивало модели непревзойдённые ходовые свойства.
Жёсткость кузова этого автомобиля была увеличена благодаря дополнительным распоркам у основания передней перегородки и между лонжеронами, а также сзади между колесными арками.
Внутри, спортивные кресла, приборы на белом фоне и рычаг переключения передач под алюминий, был дополнен красной прострочкой руля и сидений и блестящими вставками на центральной консоли и в дверях.
Внешний обвес кузова не только подчёркивал спортивный характер автомобиля, но и повышал его аэродинамическую эффективность. Каждая из дополнительных деталей — спойлер под бампером, накладки на пороги, задний диффузор и увеличенный спойлер на крыше, были тщательно протестированы.
Заниженная на 15 миллиметров посадка, более широкая колея и новая решётка радиатора с надписью «Type R», только усиливали спортивный дух модели..
В Америку поставлялась чуть менее агрессивная трёхдверка Civic Si с тем же мотором, но мощностью 160 лошадиных сил. Пятиступенчатая коробка, 16-дюймовые колёса и иное оформление в целом соответствовали темпераменту этого автомобиля.
После обновления модельного ряда в 2003 году в Европе одна из версий пятидверного хетчбэка стала комплектоваться таким же 160-сильным двигателем.
| Двигатели и трансмиссия | Двигатели и трансмиссия | Двигатели и трансмиссия | Двигатели и трансмиссия          | Двигатели и трансмиссия     | Двигатели и трансмиссия | Двигатели и трансмиссия | Двигатели и трансмиссия |
| ----------------------- | ----------------------- | ----------------------- | -------------------------------- | --------------------------- | ----------------------- | ----------------------- | ----------------------- |
|                         | рабочий объём, см³      | цилиндров/ клапанов     | мощность, л. с./ обороты, об/мин | момент, Нм/ обороты, об/мин | коробка передач         | модель                  | страна                  |
| K20A                    | 1998                    | 4-цил./16-кл. DOHC      | 160/6500                         | 179/5000                    | пятиступенчатая         | Civic                   | Европа                  |
| K20A                    | 1998                    | 4-цил./16-кл. DOHC      | 160/6500                         | 179/5000                    | пятиступенчатая         | Civic Si                | Америка                 |
| K20A                    | 1998                    | 4-цил./16-кл. DOHC      | 200/7400                         | 196/5900                    | шестиступенчатая        | Civic Type R            | Европа                  |
| K20A                    | 1998                    | 4-цил./16-кл. DOHC      | 215/8000                         | 202/7000                    | шестиступенчатая        | Civic Type R            | Япония                  |

## Civic Hybrid

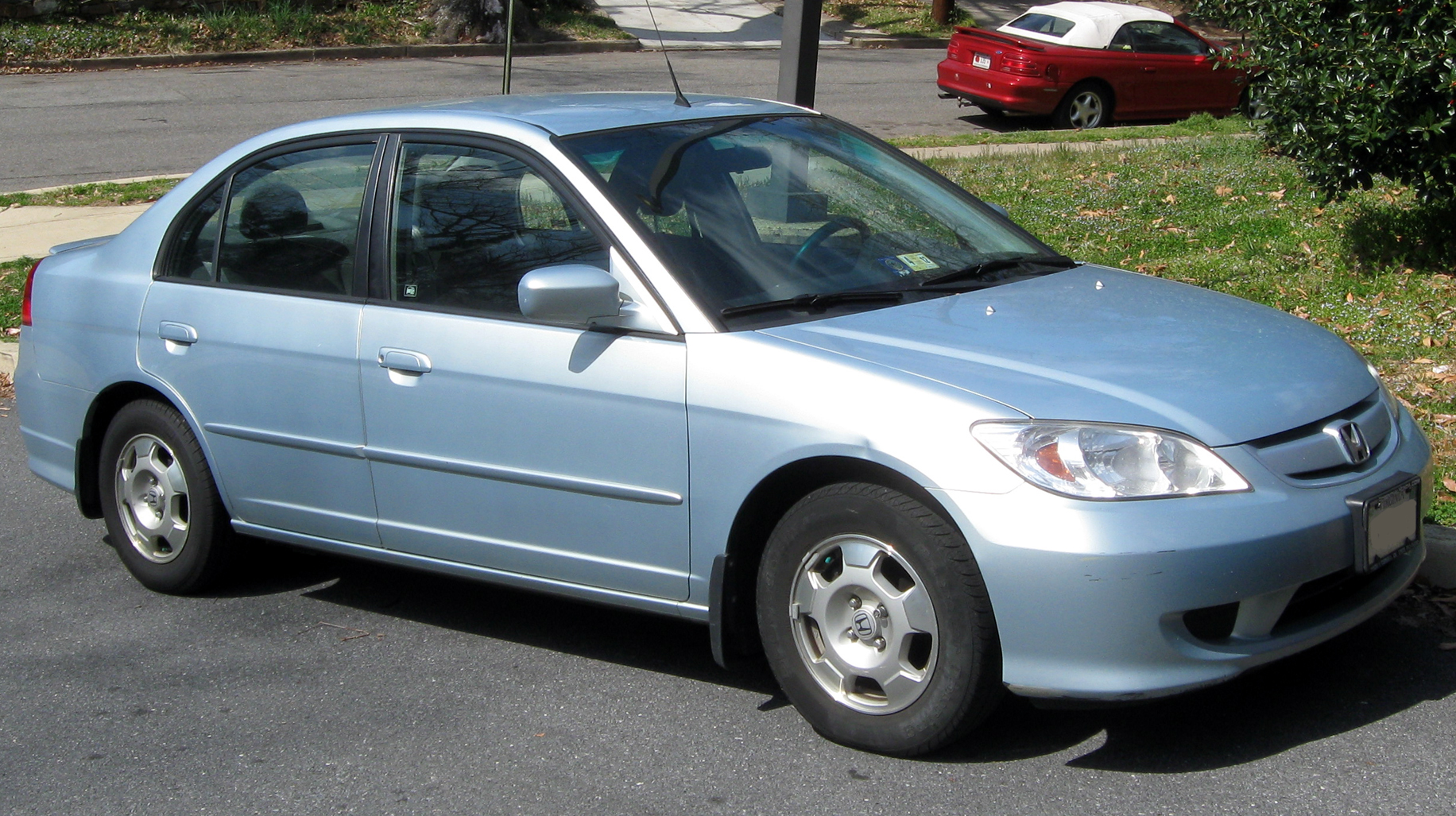
Honda Civic Hybrid

Впервые появившийся в семействе гибридный седан Civic Hybrid использовал фирменный электромеханический силовой приводи IMA, ранее применяемый на Insight. В нём между двигателем внутреннего сгорания и коробкой передач установлен очень компактный плоский, толщиной всего 65 миллиметров 10-киловаттный электромотор-генератор, а за спинками задних сидений в багажнике размещалась никель-металлогидридная аккумуляторная батарея.
Работало это следующим образом. При остановке — всё выключалось. Последующее трогание происходило только за счёт работы электромотора, который, немного разогнав автомобиль, запускал двигатель внутреннего сгорания. Дальше он ехал как обычно, постепенно заряжая батарею. При торможении электромотор переходит в режим генератора, добавляя тормозной момент к передним колёсам и немного подзаряжает батарею. Вся электрическая система была самодостаточна и не требовала никакого подключения к внешней электросети.
Использование электромотора для старта и разгона, в режимах, когда двигатель внутреннего сгорания малоэффективен, позволяло экономить до 40% топлива.
Помимо электрической составляющей, силовой привод Civic Hybrid включал в себя лёгкий, компактный и высокоэффективный двигатель внутреннего сгорания, который состыковывался либо в пятиступенчатой механической коробкой передач, либо с вариатором. Механическая коробка, помимо специально подобранного ряда передач и усиленных синхронизаторов, имела особое сцепление. При торможении автомобиля оно подключало колёса к трансмиссии, заставляя вращаться электромотор-генератор и осуществляя таким образом рекуперативное торможение. Вариатор управлялся по особому, способствуя, опять таки, сохранению энергии при торможении.
| Гибридный силовой привод       | Гибридный силовой привод | Гибридный силовой привод         | Гибридный силовой привод     |
| ------------------------------ | ------------------------ | -------------------------------- | ---------------------------- |
| Двигатель внутреннего сгорания |                          |                                  |                              |
| рабочий объём, см³             | цилиндров/ клапанов      | мощность, л. с./ обороты, об/мин | момент, Нм/ обороты, об/мин  |
| 1339                           | 4-цил./8-кл. SOHC        | 85/5700                          | 118/3300                     |
| Электромотор-генератор         |                          |                                  |                              |
| тип                            | напряжение, В            | мощность, кВт/ обороты, об/мин   | момент, Н м/ обороты, об/мин |
| постоянного тока               | 144                      | 10/3000                          | 62/1000                      |
| Аккумуляторная батарея         |                          |                                  |                              |
| тип                            | напряжение, В            | ёмкость, А ч                     |                              |
| никель- металлогидридная       | 144                      | 6                                |                              |

## Оценка
Опробовав новый седан Civic, главный редактор известного российского автомобильного издания Авторевю, отметил его просторный салон, удобство посадки и правильное расположение всех органов управления. В движении автомобиль был плавным, моторы тянули ровно, руль был лёгким, но пустым. Автор посетовал, что модель растеряла все свои спортивные, зажигательные качества и стала одной из множества одинаковых машин.
Несколько иные эмоции у этого же автора вызвал спортивный хетчбэк Civic Type R. Особенно впечатлил обозревателя двигатель, дающий автомобилю ураганную тягу при разгоне и, в то же время, очень эластичный и тяговитый. Заниженная спортивная подвеска был в меру жёсткой, но душу не вытрясала. Что разочаровало, так это руль, который хотя и стал несколько информативнее, но при резком рулении иногда выдал неадекватные реакции.
Владельцы Civic седьмого поколения отмечают частые проблемы с передней подвеской: течь стоек, разрушение сайлент-блоков. Автоматическая коробка передач считается не очень надёжной. По двигателю иногда отмечаются пробои прокладки головки цилиндров и проблемы с электрикой. В целом автомобили оцениваются как экономичные, с комфортным салоном и простойным багажником и не требующие больших затрат на обслуживание. Из отрицательных качеств отмечается шумный двигатель, жёсткая подвеска и легко царапающаяся краска кузова.